# Carrer de les Heures
El carrer de les Heures de Barcelona, suposadament, rep el seu nom per les heures que s'enfilaven antigament per les parets de la tanca dels jardins existents al carrer (encara visibles a la segona meitat del segle xx), si bé la raó exacta del nom cal cercar-la una mica més lluny en el temps, ja que hi havia hagut un famós bordell conegut amb aquest nom.

## Història
A l'edat mitjana era obligatori assenyalar d'una manera ben notòria els bordells amb una carassa a la façana per tal que cap pietós no hi entrés per descuit. A partir del segle xvii, però, la marca va ésser un element vegetal, també ben visible, que en alguns casos va arribar a donar nom a la casa i, també, al carrer (com és el cas del carrer de les Heures). Per la rodalia hi havia el carrer del Llorer (avui ja desaparegut), el qual també feia referència al local on s'exercia la prostitució.

## Números 4-10

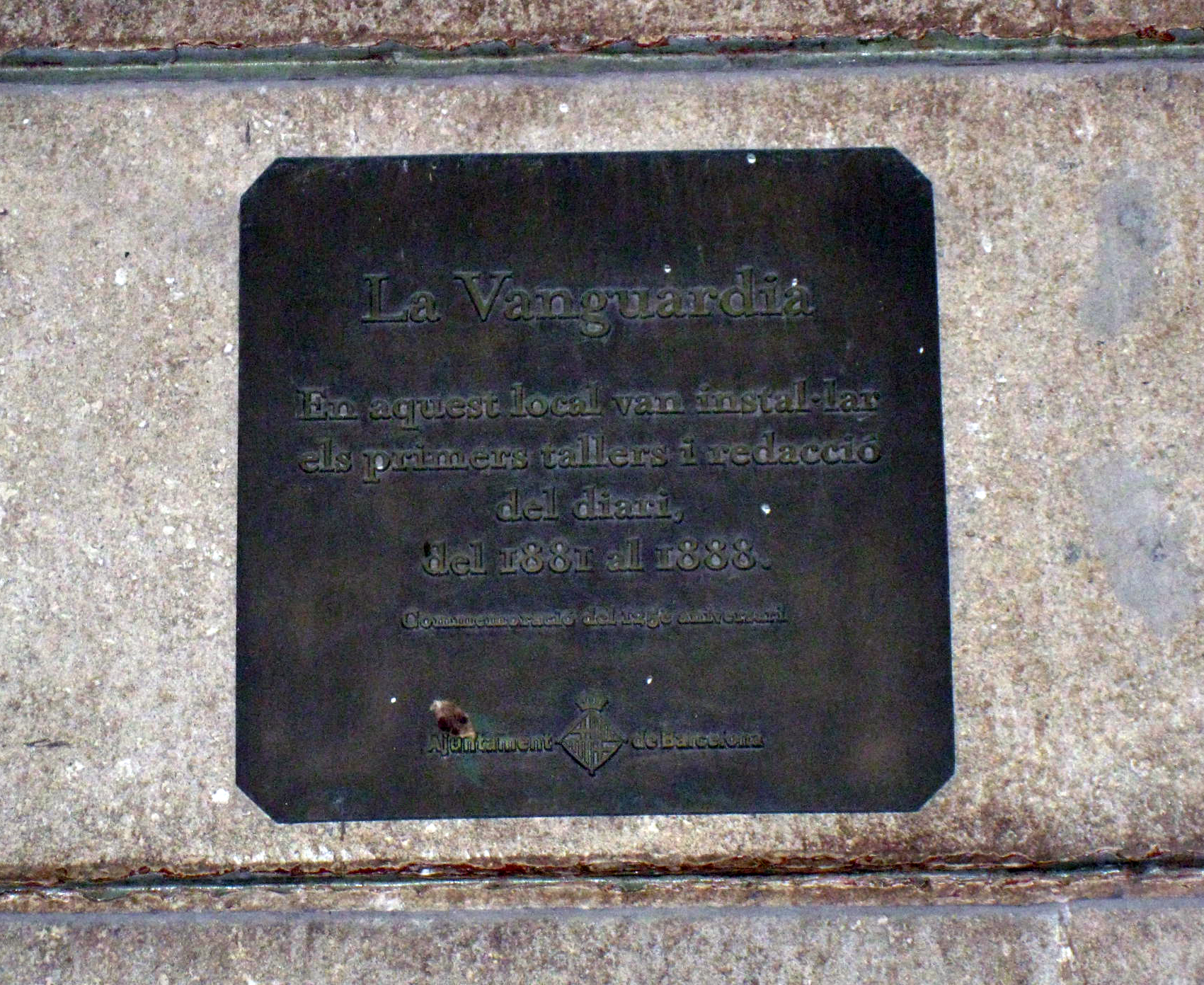
Placa del local on va néixer La Vanguardia

Tal com explica la placa metàl·lica que hi ha a la paret, a certa alçada, ací va néixer el diari La Vanguardia:
| « | La Vanguardia En aquest local van instal·lar els primers tallers i redacció del diari, del 1881 al 1888 Commemoració del 125è aniversari Ajuntament de Barcelona | » |